# Minions 3
Minions 3 é um futuro filme de animação digital do gênero comédia americano produzido pela Illumination Entertainment e distribuído pela Universal Pictures. Dirigido por Pierre Coffin e escrito por Brian Lynch, é uma sequência de Minions: The Rise of Gru (2022), sendo o terceiro spin-off e o sétimo filme geral da série de filmes Despicable Me.

## Elenco
- Steve Carell como Gru
- Pierre Coffin como os Minions

## Produção
Em julho de 2024, após o fim de semana de estreia de Despicable Me 4, a Illumination anunciou que um terceiro filme de Minions, com Pierre Coffin retornando como diretor e Brian Lynch como roteirista, e produzido por Chris Meledandri e Bill Ryan, produtor executivo de Super Mario Bros. O Filme (2023).

## Lançamento
Minions 3 está agendado para ser lançado em 1 de julho de 2026 nos Estados Unidos, pela Universal Pictures. Ele foi provisoriamente agendado para 30 de junho de 2027.